# Schmalspurbahnen bei Corgnac-sur-l’Isle
| Kipploren auf der 600-mm-Feldbahn vom Steinbruch zum Brecher und unterhalb des Brechers die Meterspurstrecke zum Bahnhof Brecher und am linken Bildrand eine Feldbahnlok mit Kipploren |                    |                                                 |                                                 |
| Ehemaliger Streckenverlauf auf einer Karte von 2024 |                    |                                                 |                                                 |
| Streckenlänge: | 0,9 und 1,8 km     |                                                 |                                                 |
| Spurweite: | 600 mm und 1000 mm |                                                 |                                                 |
| |                    |                                                 |                                                 |
| \| \| \| Steinbruch \| \| \| \| \| 600-mm-Feldbahn vom Steinbruch \| \| \| \| \| Brecher \| \| \| \| \| Werkstätten und Büro \| \| \| \| \| Brücke über Hochwasserentlastungskanal \| \| \| \| \| Brücke über die Isle \| 2 × 12,5 m Spannweite \| \| \| \| Meterspurstrecke zum Bahnhof \| \| \| \| \| Bahnstrecke Thiviers–Saint-Aulaire von Thiviers \| \| \| \| \| Corgnac-sur-l’Isle (Umladestation) \| \| \| \| \| Bahnstrecke Thiviers–Saint-Aulaire n. Excideuil \| \| |                    |                                                 |                                                 |
| U-Bahn-Betriebs-/Güterbahnhof Streckenanfang (Strecke außer Betrieb) |                    | Steinbruch                                      | Steinbruch                                      |
| U-Bahn-Strecke (außer Betrieb) |                    | 600-mm-Feldbahn vom Steinbruch                  | 600-mm-Feldbahn vom Steinbruch                  |
| U-Bahn-Betriebs-/Güterbahnhof Streckenende (Strecke außer Betrieb) · Betriebs-/Güterbahnhof Streckenanfang |                    | Brecher                                         | Brecher                                         |
| Abzweig geradeaus und von links (Strecke außer Betrieb) · Betriebsstelle Streckenende und quer (Strecke außer Betrieb) |                    | Werkstätten und Büro                            | Werkstätten und Büro                            |
| Brücke (Strecke außer Betrieb) |                    | Brücke über Hochwasserentlastungskanal          | Brücke über Hochwasserentlastungskanal          |
| Brücke über Wasserlauf (Strecke außer Betrieb) |                    | Brücke über die Isle                            | 2 × 12,5 m Spannweite                           |
| Strecke (außer Betrieb) |                    | Meterspurstrecke zum Bahnhof                    | Meterspurstrecke zum Bahnhof                    |
| Strecke von rechts (außer Betrieb) · Strecke |                    | Bahnstrecke Thiviers–Saint-Aulaire von Thiviers | Bahnstrecke Thiviers–Saint-Aulaire von Thiviers |
| Dienststation / Betriebs- oder Güterbahnhof (Strecke außer Betrieb) · Betriebs-/Güterbahnhof Streckenende |                    | Corgnac-sur-l’Isle (Umladestation)              | Corgnac-sur-l’Isle (Umladestation)              |
| |                    | Bahnstrecke Thiviers–Saint-Aulaire n. Excideuil |                                                 |

Die Schmalspurbahnen bei Corgnac-sur-l’Isle waren eine 0,9 Kilometer lange Feldbahn mit einer Spurweite von 600 mm vom Steinbruch zum Brecher und eine 1,8 Kilometer lange Meterspurbahn vom Brecher zur Umladestation an der Bahnstrecke Thiviers–Saint-Aulaire in Corgnac-sur-l’Isle (Dordogne).

## Geschichte
Die beiden Schmalspurbahnen wurden ab den 1920er Jahren betrieben. Die zuvor handwerklich bewirtschafteten Diorit-Steinbrüche von Corgnac wurden ab 1920 industriell ausgebeutet, um Schotter für den Gleisbau der Compagnie du chemin de fer de Paris à Orléans zu gewinnen. Dafür wurde ein von einer Dampfmaschine angetriebener Brecher installiert und aus vorgefertigten Gleisjochen der Bauart Decauville ein Meterspurgleis bis zum Bahnhof verlegt.
Einige hundert Meter unterhalb der Abzweigung zu den Werkstätten und Büros verließ die Meterspur-Strecke die Straße, um die Isle zu überqueren. Es gab eine kleine Hochwasserentlastungsbrücke und die größere, mit zwei Spannweiten von je 12,5 m über den Fluss Isle. Sie wurde in den 1950er Jahren nicht mehr für den Bahnverkehr benötigt und später durch eine Fußgängerbrücke ersetzt.
Entlang der Strecke wurde nicht benötigter Abraum auf einer Abraumhalde abgekippt.

## Stilllegung
Die Meterspur-Strecke vom Brecher zum Bahnhof wurde in den 1940er Jahren stillgelegt und die Feldbahn-Strecke vom Steinbruch zum Brecher in den 1950er Jahren.  Auf der Normalspurstrecke wurde seit dem 27. Juni 1940 kein Personenverkehr mehr angeboten und seit 1986 auch kein Güterverkehr mehr. Die Strecke wird heute teilweise genutzt. Die stillgelegte Normalspurstrecke wird heute zwischen Thiviers und Saint-Andrieux durch die Fédération des Vélos-Rails de France für Fahrrad-Draisinen touristisch genutzt. Der Bergbau wurde am 23. April 1991 endgültig eingestellt.
Der Steinbruch ist inzwischen mit Wasser vollgelaufen und für die Öffentlichkeit nicht zugänglich. Langfristiges Ziel ist es, Rehabilitationsmaßnahmen durchzuführen und Sicherheitsvorkehrungen gegen Absturz und Steinschlag zu treffen, um die sogenannte Blaue Lagune von Corgnac («lagon bleu» de Corgnac) z. B. zur Ausbildung von Rettungstauchern nutzen zu können.

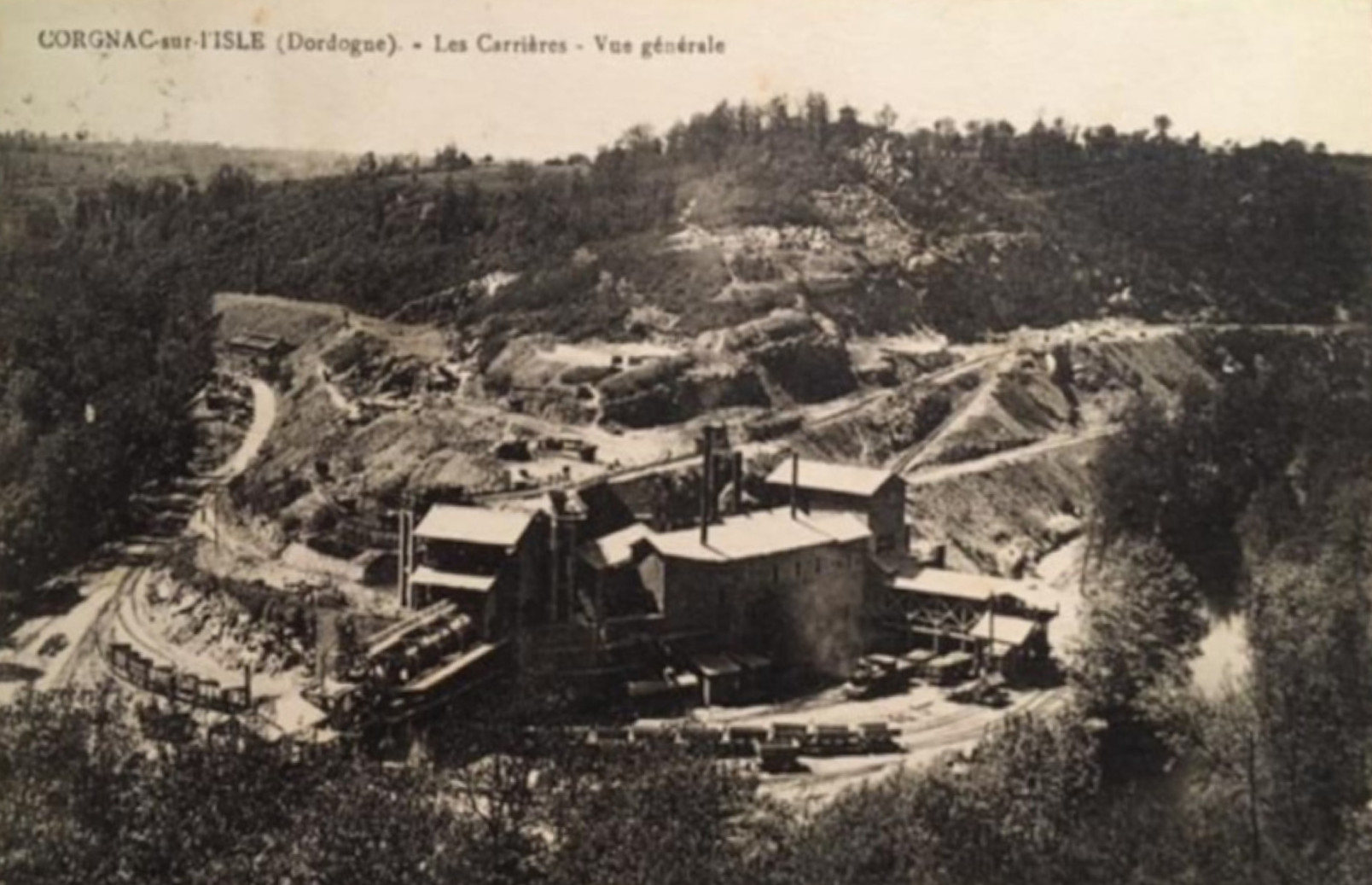
Gesamtansicht des Steinbruchs und des Brechers
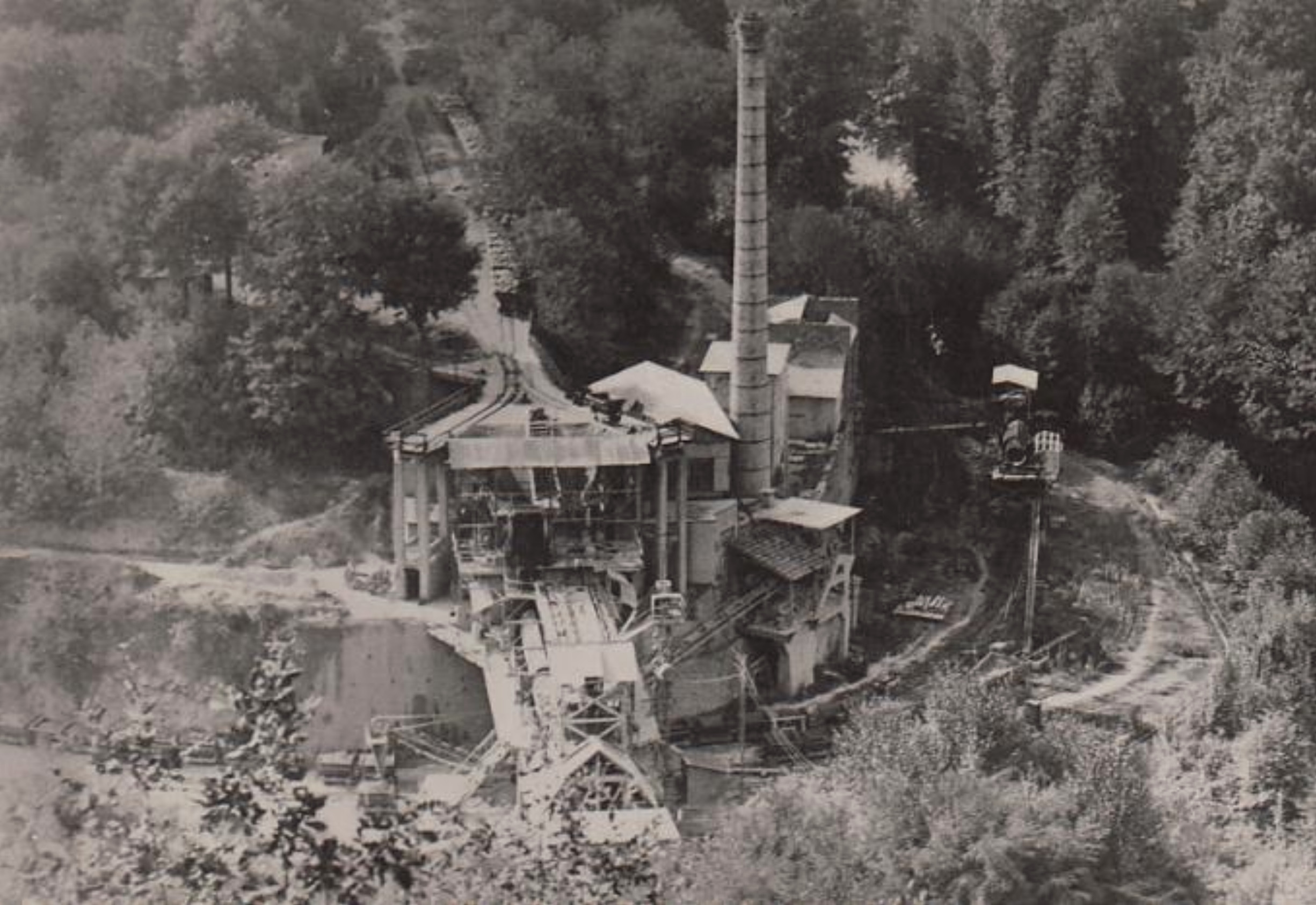
Brecher unterhalb des Steinbruchs und oberhalb der Strecke zum Bahnhof
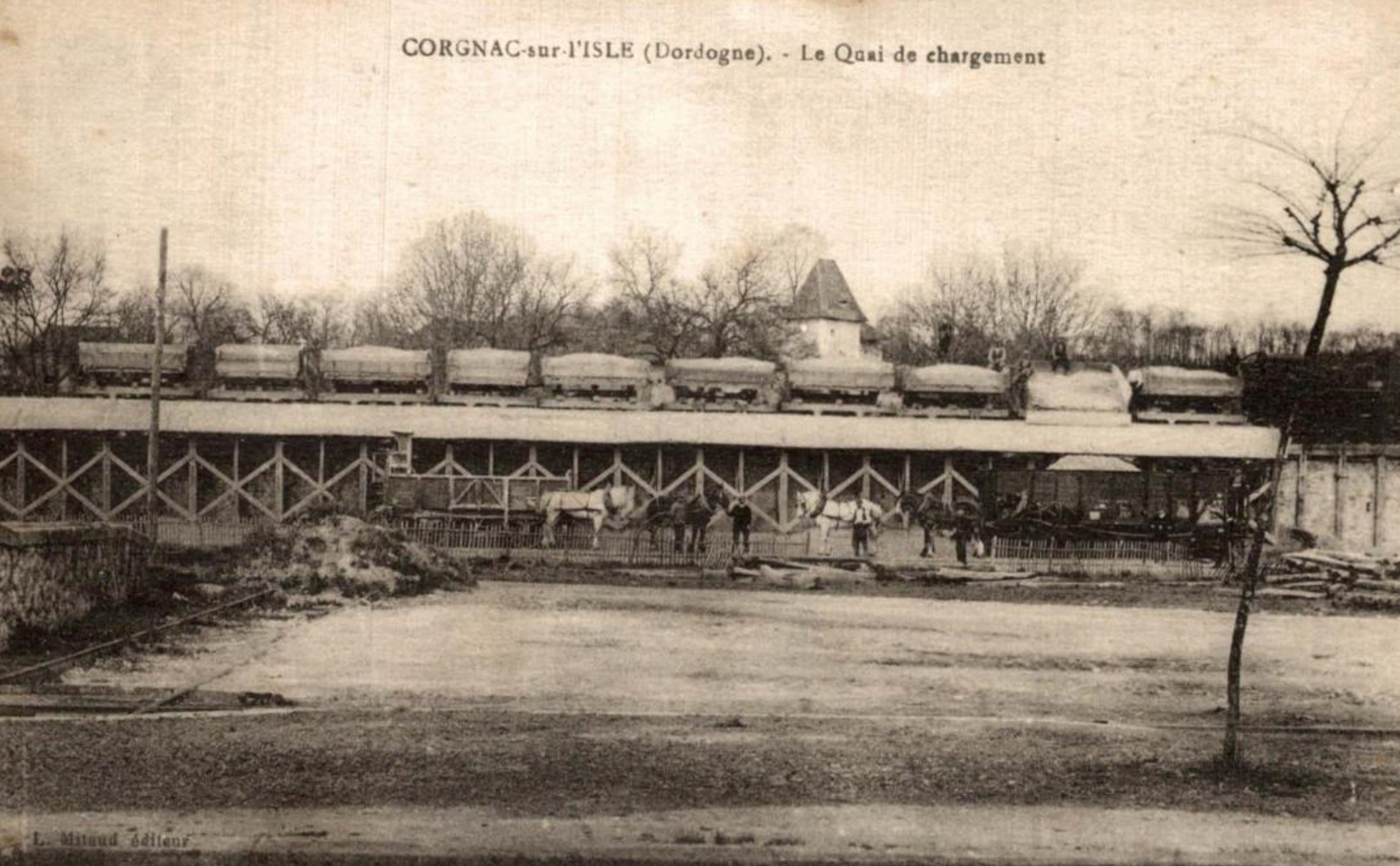
Umladestation: Die Normalspurwagen im Vordergrund wurden mit Pferden rangiert